# Sleep Walk
Sleep Walk é uma canção de rock instrumental de 1959 da dupla ítalo-americana Santo & Johnny.
Composta pelos irmãos por Santo Farina & Johnny Farina, a música entrou para o Top 40 da Billboard em 17 de agosto de 1959. Ficou em 1º lugar por duas semanas em setembro (21 e 28) e permaneceu na lista 'Top 40' até 9 de novembro. Foi o última instrumental para atingir #1 nos anos 1950 e deu a Santo & Johnny um disco de ouro. Além disso, ela também alcançou a posição 4 da parada "Billboard R&B Charts".
Em 1998, a Brian Setzer Orchestra ganhou um Grammy Awards (Categoria:Melhor Performance de Pop Instrumental) com um cover desta canção. Em 2019, esta versão foi ranqueada como a 20ª melhor canção instrumental de guitarra pela revista japonesa Young Guitar Magazine.

## Covers
Ainda em 1959, a cantora Betsy Brye gravou o primeiro cover desta canção. Embora "Sleep Walk" seja instrumental, Santo & Johnny compuseram, também, uma versão com letra para esta canção, apesar de nunca terem tocado esta versão. O cover de Betsy Brye foi com esta versão com letra.
Além de Betsy Brye, esta canção já foi gravada por inúmeros outros músicos, de diferentes gêneros musicais. Ela já foi gravada por Farm Equis (com participação de Ariel Contino na guitarra), Al Kooper (tocando a parte da guitarra num sintetizador), Al Caiola, Paul Mauriat, The Shadows, Les Paul, Tom Doughty, The Ventures, California Guitar Trio, Jake Shimabukuro, Danny Gatton, Larry Carlton, Deftones, Leo Kottke, Chet Atkins, B. J. Cole, Basil Henriques, Micah P. Hinson, Amos Garrett, a pequena cantora Nikka Costa, Henri Rene, Jonathan Richman, Jeff Beck, Pete Drake, Joe Satriani, Charlie Musselwhite, The Chantays, Tommy Crook, The Stokers, Steve Howe, Those Darn Accordions, and Blake Mills.
O guitarrista Carlos Santana gravou um cover para a trilha-sonora do filme La Bamba (de 1987), embora a canção não apareça no álbum musical do filme.
A versão da Brian Setzer Orchestra foi premiada com um Grammy Awards (Categoria:Melhor Performance de Pop Instrumental), em 1998.
Em 2002, o guitarrista Joe Satriani a gravou em seu álbum Strange Beautiful Music Essa versão foi incluída na trilha-sonora do documentário Guitar Man.
Em 2006, o guitarrista francês Jean-Pierre Danel alcançou o Top 20 da Europe com um cover de "Sleep Walk". Em 2014 a Cantora Renee Olstead ganhou destaque com o cover de Sleep Walk e sua versão passou a fazer parte da trilha sonora do filme "The Boy"
Em 2007, o guitarrista brasileiro Luiz Carlini gravou Sleepwalk.,uma versão com Lap Steel Guitar.

## Prêmios e Indicações
| Ano  | Versão                     | Prêmio                | Indicação                                      | Resultado            | Ref.  |
| ---- | -------------------------- | --------------------- | ---------------------------------------------- | -------------------- | ----- |
| 1998 | The Brian Setzer Orchestra | Grammy Award          | Melhor Performance de Pop Instrumental         | Venceu               | [ 3 ] |
| 2019 | The Brian Setzer Orchestra | Young Guitar Magazine | 100 Melhores canções instrumentais de guitarra | 20ª posição japonesa | [ 4 ] |